# Jules Romains
Louis Henri Jean Farigoule (cunoscut sub pseudonimul Jules Romains; n. 26 august 1885, Saint-Julien-Chapteuil, Auvergne, Franța – d. 14 august 1972, Paris, Région parisienne, Franța) a fost poet, prozator, dramaturg francez, fondator și reprezentant principal al doctrinei unanimismului.

## Opera

### Poezie
- 1908: Viața unanimă ("La vie unanime");
- 1916: Europa ("Europe");
- 1917: Cele patru anotimpuri ("Les Quatre Saisons");
- 1920: Călătoria amanților ("Le voyage des amants");
- 1909: Prima carte de rugăciuni ("Premier livre de prières");
- 1910: Poemul metropolitanului. Manual de zeificare. o ființă în mișcare ("Le poème du métropolitain. Manuel de déification. Un être en marche");
- 1924: Oda genoveză ("Ode génoise");
- 1937: Omul alb ("L'homme blanc");
- 1945: Pietre ridicate ("Pierres levées");
- 1948: Antologie lirică ("Choix de poèmes");
- 1957: Case ("Maisons").

### Roman
- 1932 - 1946: Oameni de bunăvoință ("Les hommes de bonne volonté"), 27 vol

1. Le 6 octobre - 6 octombrie (BPT, nr. 599, 1970)
2. Crime de Quinette - Crima lui Quinette (BPT, nr. 600, 1970)
3. Les Amours enfantines - Iubirile din copilărie  (BPT, nr. 601, 1970)
4. Éros de Paris - Erosul Parisului  (BPT, nr. 602, 1970)
5. Les Superbes - Trufașii  (BPT, nr. 1017, 1979)
6. Les Humbles
7. Recherche d'une Église
8. Province
9. Montée des périls
10. Les Pouvoirs
11. Recours à l'abîme
12. Les Créateurs
13. Mission à Rome
14. Le Drapeau noir
15. Prélude à Verdun
16. Verdun
17. Vorge contre Quinette
18. La Douceur de la vie
19. Cette grande lueur à l'Est
20. Le monde est ton aventure
21. Journées dans la montagne
22. Les Travaux et les Joies
23. Naissance de la bande
24. Comparutions
25. Le Tapis magique
26. Françoise
27. Le 7 octobre

### Dramaturgie
- 1911: Armata din oraș ("L’armée dans la ville");
- 1920: "Cromedeyre-le-Vieil"
- 1923: Domnul Trouhadec cuprins de viciu ("Monsieur Le Trouhadec saisi par la débauche");
- 1924: Dr. Knock sau triumful medicinei ("Knock ou Le triomphe de la médecine")
- 1925: Căsătoria lui Le Trouhadec ("Le mariage de Le Trouhadec");
- 1926: Dictatorul Demetrios ("Le dictateur Démétrios");
- 1926: "Jean Le Maufranc";
- 1928: "Chants des dix années";
- 1929: "Volpone", cu Stefan Zweig, după Ben Jonson;
- 1931: "Musse ou l'école de l'hypocrisie. Donogoo";
- 1947: "Grâce encore pour la Terre!"